# اندیس سرب چاه عباد (چاه باد)
سرب چاه عباد(چاه باد) یک اندیس فلزی است که در حوالی شهر کلاته استان سمنان قرار دارد و مادهٔ معدنی موجود در آن، سرب است. و دیرینگی آن به دوران کرتاسه می‌رسد. 